# Dryden Hunt
Dryden Hunt, född 24 november 1995, är en kanadensisk professionell ishockeyforward som spelar för Arizona Coyotes i NHL.
Han har tidigare spelat på NHL-nivå för Florida Panthers och på lägre nivåer för Springfield Thunderbirds i AHL, Manchester Monarchs i ECHL och Regina Pats, Medicine Hat Tigers och Moose Jaw Warriors i Western Hockey League (WHL).
Hunt blev aldrig draftad av någon NHL-organisation.

## Statistik
| 2009–2010  | Notre Dame Argos         | SMAAAHL    | 4   | 0   | 1   | 1   | 2   | —  | —  | —  | —  | —  |
| 2010–2011  | Kootenay Ice             | BC MML     | 40  | 19  | 28  | 47  | 84  | —  | —  | —  | —  | —  |
|            | Trail Smoke Eaters       | BCHL       | 4   | 0   | 0   | 0   | 0   | —  | —  | —  | —  | —  |
| 2011–2012  | Regina Pats              | WHL        | 62  | 5   | 5   | 10  | 28  | 3  | 0  | 0  | 0  | 0  |
| 2012–2013  | Regina Pats              | WHL        | 2   | 0   | 0   | 0   | 0   | —  | —  | —  | —  | —  |
| 2013–2014  | Regina Pats              | WHL        | 62  | 21  | 19  | 40  | 64  | 4  | 4  | 1  | 5  | 4  |
| 2014–2015  | Regina Pats              | WHL        | 37  | 14  | 33  | 47  | 32  | —  | —  | —  | —  | —  |
|            | Medicine Hat Tigers      | WHL        | 34  | 19  | 17  | 36  | 18  | 10 | 5  | 2  | 7  | 6  |
| 2015–2016  | Moose Jaw Warriors       | WHL        | 72  | 58  | 58  | 116 | 48  | 10 | 7  | 9  | 16 | 8  |
| 2016–2017  | Springfield Thunderbirds | AHL        | 70  | 13  | 18  | 31  | 65  | —  | —  | —  | —  | —  |
|            | Manchester Monarchs      | ECHL       | 2   | 2   | 0   | 2   | 0   | —  | —  | —  | —  | —  |
| 2017–2018  | Florida Panthers         | NHL        | 1   | 0   | 0   | 0   | 0   | —  | —  | —  | —  | —  |
|            | Springfield Thunderbirds | AHL        | 13  | 5   | 3   | 8   | 4   | —  | —  | —  | —  | —  |
| NHL totalt | NHL totalt               | NHL totalt | 1   | 0   | 0   | 0   | 0   | —  | —  | —  | —  | —  |
| AHL totalt | AHL totalt               | AHL totalt | 83  | 18  | 21  | 39  | 69  | —  | —  | —  | —  | —  |
| WHL totalt | WHL totalt               | WHL totalt | 269 | 117 | 132 | 249 | 190 | 27 | 16 | 12 | 28 | 18 |